# Aechmea fasciata
Aechmea fasciata là một loài thực vật có hoa trong họ Bromeliaceae. Loài này được (Lindl.) Baker mô tả khoa học đầu tiên năm 1879.

## Hình ảnh

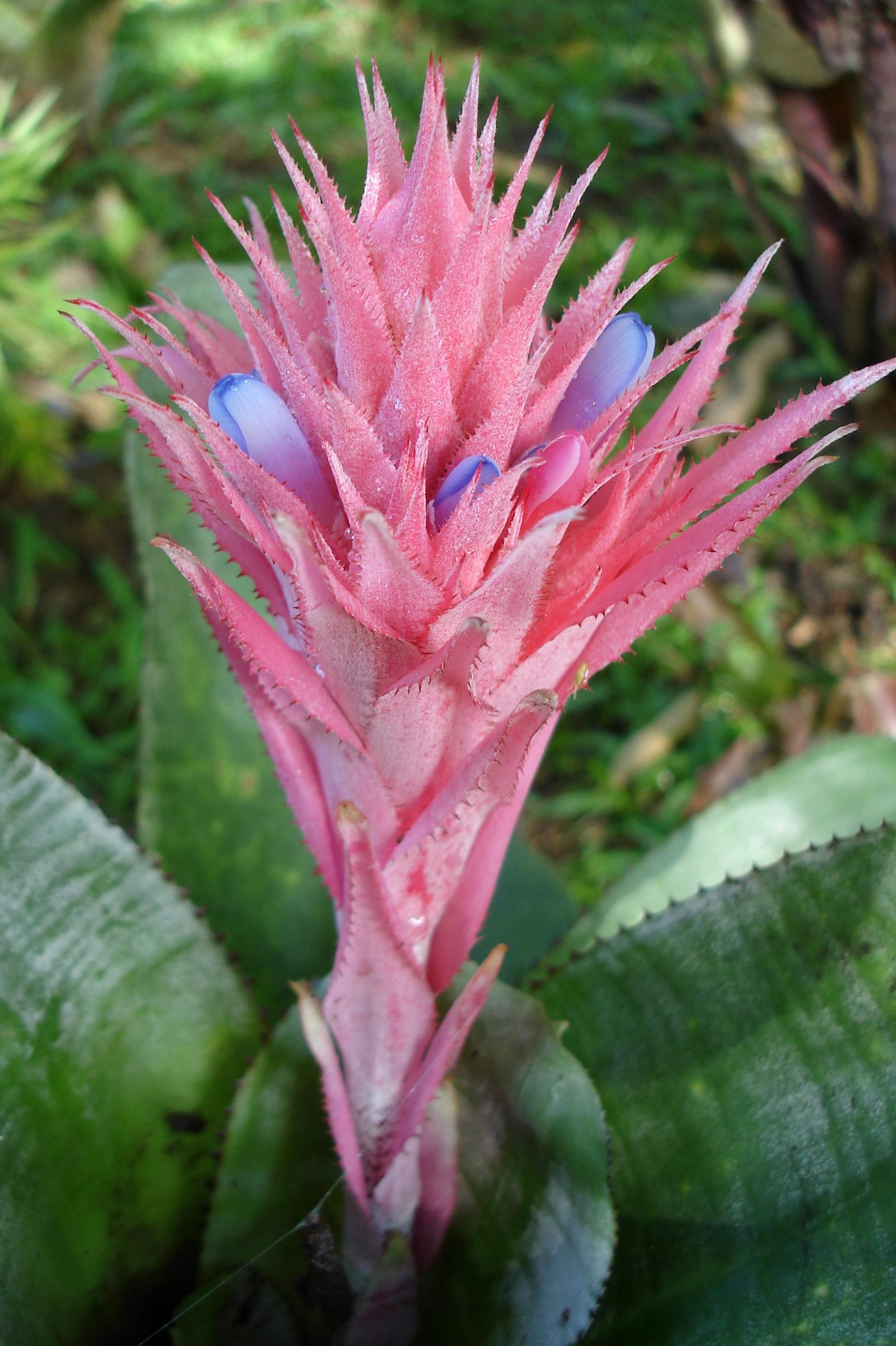
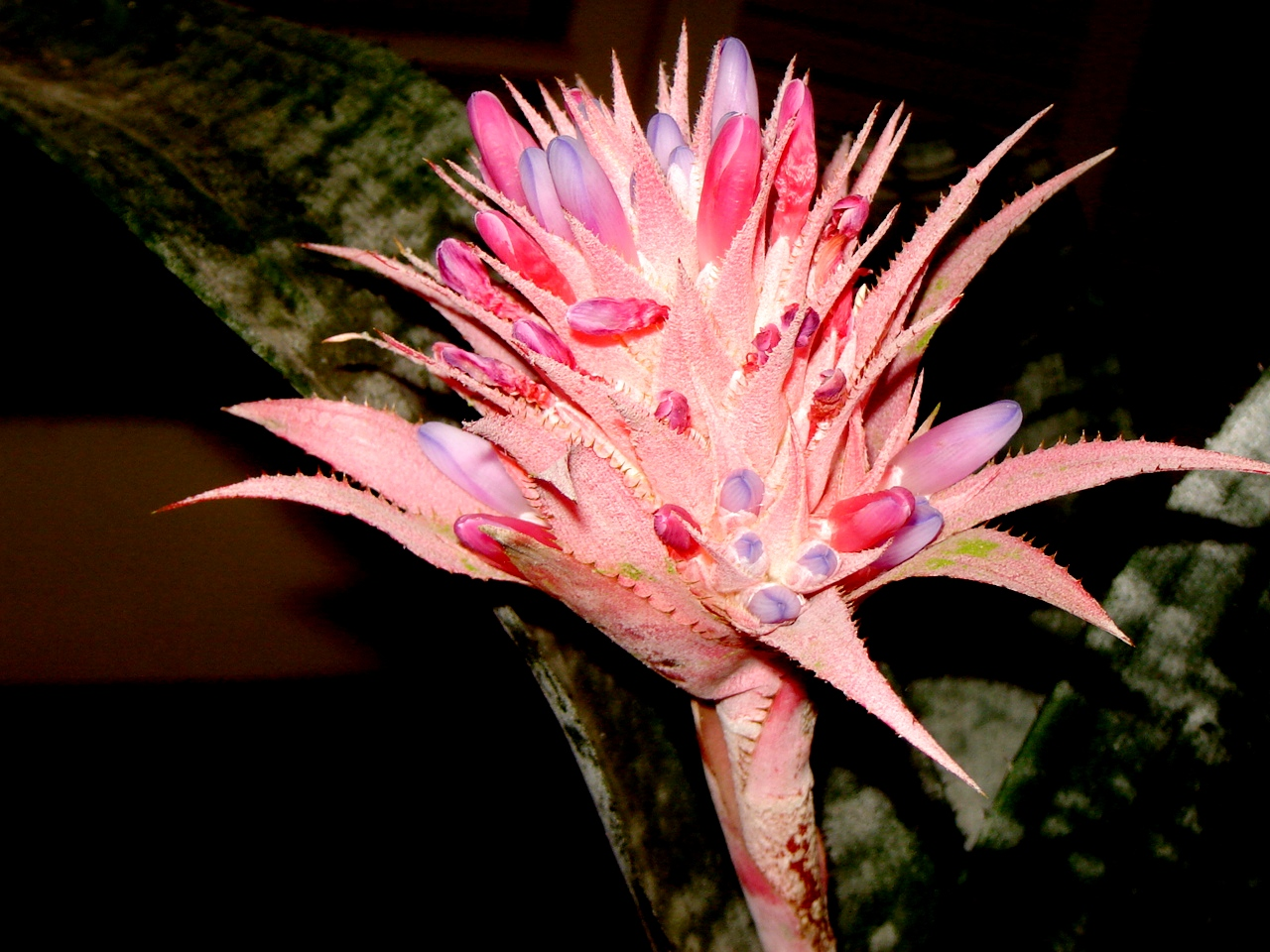
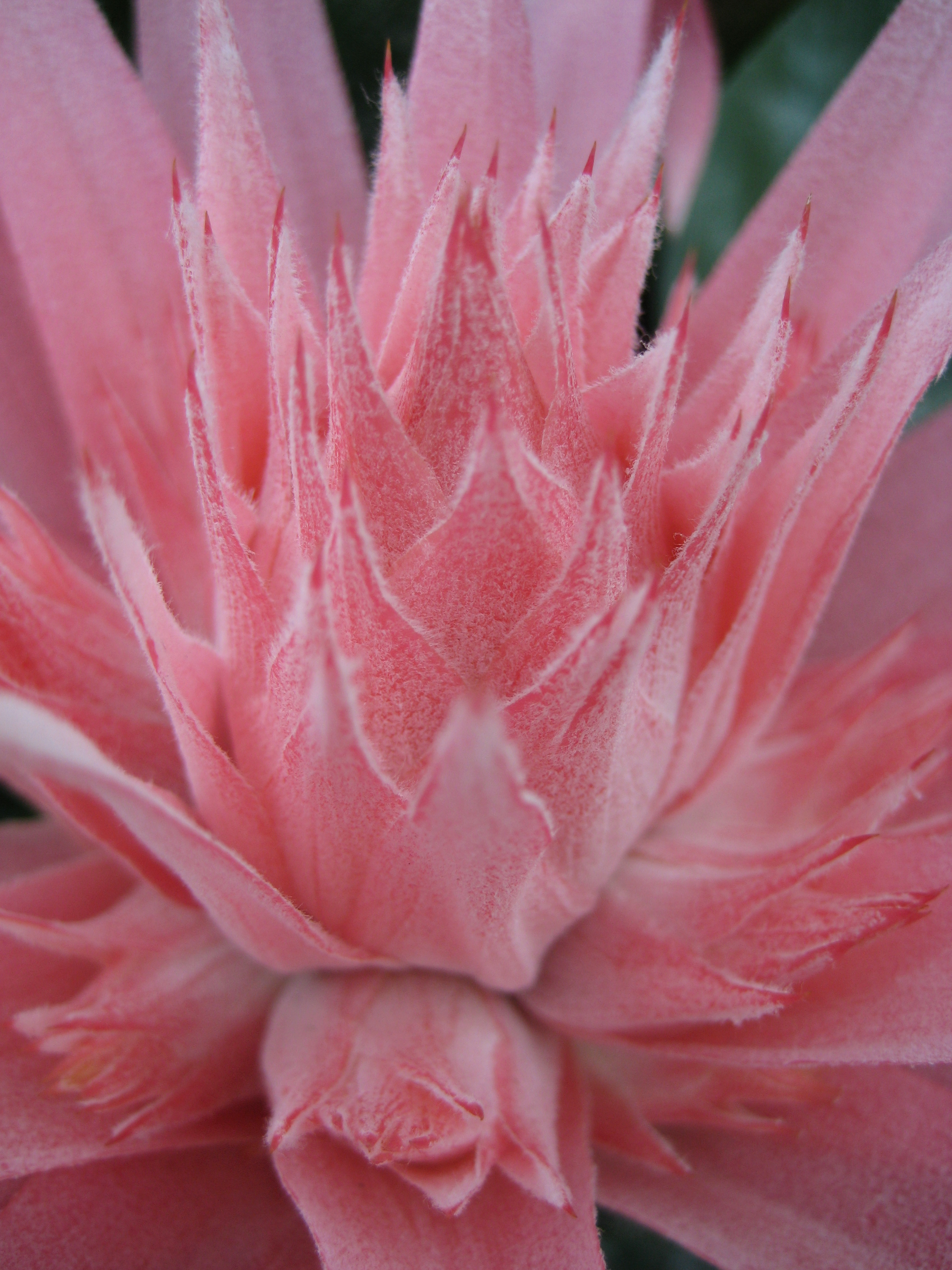
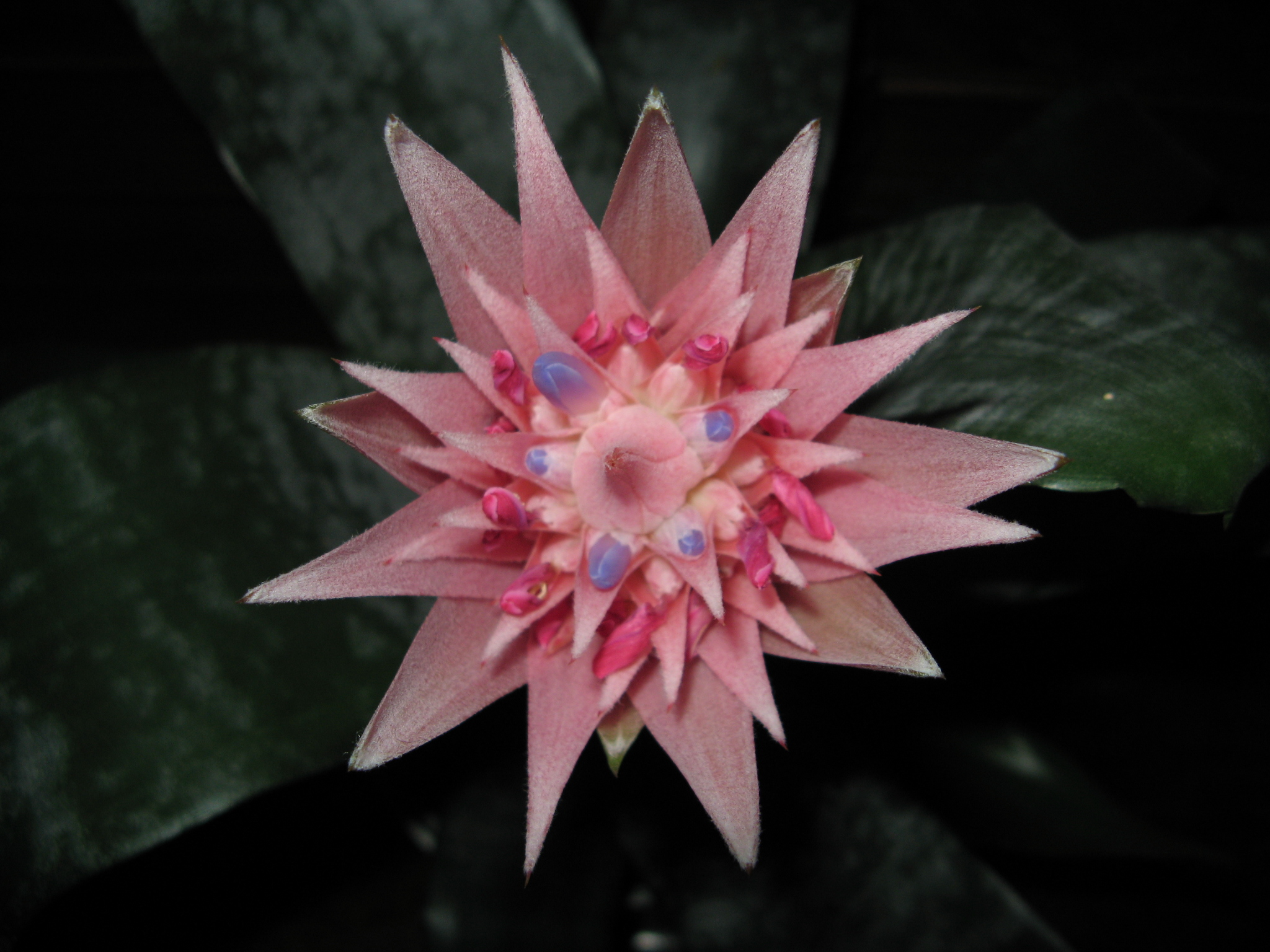